# Station Keihan-otsukyo
Station Keihan-otsukyo (京阪大津京, Keihan-otsukyo-eki) is een spoorwegstation in de Japanse stad Ōtsu. Het wordt aangedaan door de Ishiyama-Sakamoto-lijn. Het station heeft twee sporen gelegen aan twee zijperrons en bevindt zich op ca. 50 meter van het station Ōtsukyō aan de Kosei-lijn.

## Treindienst

### Keihan
| 1 | ■ Ishiyama-Sakamoto-lijn | richting Sakamoto                              |
| 2 | ■ Ishiyama-Sakamoto-lijn | richting Hamaōtsu, Keihan Zeze en Ishiyamadera |

## Geschiedenis
Het station werd in 1946 geopend.

## Overig openbaar vervoer
Bussen van Keihan.

## Stationsomgeving
- Station Ōtsukyō aan de Kosei-lijn
- Ōjigaoka-park
- Ōjiyama-sportpark
- Biwako kyōtei-racebaan
- Æon Nishi-Ōtsu (winkelcentrum)
  - Kentucky Fried Chicken
- FamilyMart

Ishiyamadera · Karahashimae · Keihan Ishiyama · Awazu · Kawaragahama · Nakanoshō · Zezehonmachi · Nishiki · Keihan Zeze · Ishiba · Shimanoseki · Hamaōtsu · Miidera · Bessho · Ōjiyama · Ōmijingūmae · Minami-Shiga · Shigasato · Anō · Matsunobamba · Sakamoto